# Dichagyris vallesiaca
Dichagyris vallesiaca är en fjärilsart som beskrevs av Freyer 1842. Dichagyris vallesiaca ingår i släktet Dichagyris och familjen nattflyn. Inga underarter finns listade i Catalogue of Life.